# Real Illusions: Reflections
Real Illusions: Reflections ovo je prvi album od 1999.g. s novim materijalom američkog gitariste Steve Vaia koji je izašao 22. veljače 2005.g.

Na albumu se nalazi 11 skladbi i producirao ih je Steve Vai.

## Popis pjesama
1. "Building the Church" – 4:58
2. "Dying For Your Love" – 4:50
3. "Glorious" – 4:35
4. "K'm-Pee-Du-We" – 4:00
5. "Firewall" – 4:19
6. "Freak Show Excess" – 6:51
7. "Lotus Feet" – 6:45
8. "Yai Yai" – 2:37
9. "Midway Creatures" – 3:42
10. "I'm Your Secrets" – 4:26
11. "Under It All" – 8:07

## Zanimljivosti
- Steve Vai prvi puta na jednom albumu koristi 7 žičanu gitaru (7-string guitar) u pjesmi "Under It All".
- "Lotus Feet" sedma pjesma na albumu bila je nominirana za "Grammy" nagradu kao najbolja rock instrumentalna skladba. Pjesma je uživo snimljena u Nizozemskoj na Vaiovoj turneji The Aching Hunger Tour.
- Prvi puta na albumu koristi njegovu Bad Horsie Ibanez JEM gitaru. Ona je opremljena s DiMarzio Breed pikapima a koristio ju je u skladbama "Building the Church" i "Dying For Your Love".
- Prije samoga kraja skladbe (6:22) "Freak Show Excess" poslije njegovog soliranja na gitari Steve Vai konstatira "Bilo je dovoljno ovog sranja".